# Household Division
En el Reino Unido se denomina Household Division (División Doméstica) a una serie de unidades regulares del Ejército Británico que proveen funciones protectivas y ceremoniales al monarca.
La conexión con el Soberano sigue siendo importante,  ya que realiza funciones ceremoniales y protege las residencias oficiales de la Corona. El Soberano es Coronel en Jefe de todos los regimientos constituyentes de la División.
Cada año se selecciona uno de los cinco regimientos de guardias a pie para desfilar su bandera ante el monarca en Trooping the Colour, que se realiza anualmente en junio. Esta ceremonia incluye desfiles en tiempo lento y rápido, y es atendida por todas las tropas de la división. Las órdenes para la Household Division se transmiten al Mayor General a través de oficiales que forman parte de la Casa Real.

## Composición
La HD se compone por los siguientes regimientos (ordenados según orden de precedencia):
| Regimiento                               | Distintivo                               | Coronel del Regimiento                               |
| Household Cavalry (Caballería Doméstica) | Household Cavalry (Caballería Doméstica) | Household Cavalry (Caballería Doméstica)             |
| ---------------------------------------- | ---------------------------------------- | ---------------------------------------------------- |
| Life Guards                              |                                          | Teniente General Sir Edward Alexander Smyth-Osbourne |
| Blues and Royals                         |                                          | Ana, Princesa Real                                   |
| Guardias a pie                           |                                          |                                                      |
| Grenadier Guards                         |                                          | Vacante                                              |
| Coldstream Guards                        |                                          | Teniente General Sir James Bucknall                  |
| Scots Guards                             |                                          | Mariscal de Campo Príncipe Eduardo, Duque de Kent    |
| Irish Guards                             |                                          | Mayor Guillermo, príncipe de Gales                   |
| Welsh Guards                             |                                          | Mariscal de Campo Carlos III del Reino Unido         |

## Otras actividades
Además de la participación en la seguridad del estado, los roles ceremoniales y el servicio en combate prestados por la división, la misma posee un museo dedicado a la caballería y a los guardias a pie.
Asimismo, las bandas de música realizan un concierto anual, conocido como el Household Division Music Festival. 